# 랴오싱원
랴오싱원(중국어: 廖行文, 병음: Liao Xingwen, 한자음: 료행문, 1994년 12월 20일 ~ )은 중화인민공화국의 바둑 기사이다. 광시 좡족 자치구 류저우시 출신으로 중국기원 소속의 6단이다.

## 경력
광시 좡족 자치구 류저우시에서 태어나 4세경부터 바둑을 공부하여 2005년 제22회 응씨배 세계청소년바둑선수권 대회 소년부에서 우승했고 2006년 프로 바둑에 입단했다. 2007년 제24회 응씨배 세계청소년바둑선수권 대회 청소년부에서 준우승을 차지했다. 2014년 제19회 삼성화재배 월드 바둑마스터스 대회 예선에서 최현재와 뉴위톈, 펑리야오, 이호범을 연속으로 누르고 본선 32강에 진출하여 김윤영과 무라카와 다이스케를 이겨 본선 16강에 진출했지만 이세돌에게 져서 탈락했다. 2015년 제17회 TV 바둑 아시아 선수권대회 1회전에서 박정환을 만나 패했다. 2016년 6단으로 승단했다.